# Iwan Michajłow (profesor)
Iwan Adrianowicz Michajłow, ros. Иван Адрианович Михайлов (ur. 29 listopada 1891 r. w obozie katorżniczym w Ust´-Karsk w obwodzie zabajkalskim, zm. 30 sierpnia 1946 r. w Moskwie) – rosyjski działacz państwowy, polityczny i gospodarczy, profesor akademicki, minister finansów Tymczasowego Rządu Syberyjskiego, a następnie Rządu Rosyjskiego podczas wojny domowej w Rosji, emigracyjny wydawca, współpracownik japońskiej misji wojskowej w Mandżurii w latach 30. i I poł. lat 40. XX wieku
Ukończył gimnazjum męskie w Czycie, a następnie studia prawnicze na uniwersytecie w Piotrogrodzie. Pracował w katedrze prawa finansowego, a potem ekonomii politycznej uniwersytetu. Po utworzeniu Wszechrosyjskiego Związku Ziemskiego 30 lipca 1914 r. stanął na czele jego oddziału piotrogradzkiego. Po rewolucji lutowej 1917 r. pracował w ministerstwach rolnictwa, żywności, a następnie finansów. Jednocześnie był członkiem Rady Ekonomicznej Rządu Tymczasowego Aleksandra F. Kierenskiego. Przygotował opracowanie pt. "Исчисление народного дохода России в 1900 и 1913 гг.". Brał udział w organizowaniu związków zawodowych, działając w Biurze Centralnym Związków Zawodowych w Piotrogradzie. Krótko przed wybuchem rewolucji październikowej wyjechał do Moskwy. W grudniu 1917 r. został zastępcą przewodniczącego Związku Sybiraków-Regionalistów. Blisko współpracował z eserowcami, z ramienia których wybrano go członkiem Zgromadzenia Konstytucyjnego. Na pocz. stycznia 1918 r. zgodził się stanąć na czele oddziału finansowego syberyjskiego związku spółdzielczego "Центросибирь", w związku z czym wyjechał do Omska. Tam nawiązał kontakty z antybolszewickimi działaczami konspiracyjnymi.
W nocy z 25 na 26 stycznia 1918 r. na tajnym zebraniu rozwiązanej przez bolszewików Syberyjskiej Dumy Obłastnej w Tomsku został zaocznie wybrany na stanowiska ministra finansów Tymczasowego Rządu Syberyjskiego. Do czerwca nie wiedział o tej sytuacji. Kiedy rząd w tym czasie ewakuował się do Władywostoku, nie udał się do tego miasta, lecz pozostał w Omsku. Podczas władzy bolszewickiej działał w konspiracji. Współorganizował zbrojne powstanie przeciw bolszewikom w Nowonikołajewsku. Po zamachu stanu adm. Aleksandra W. Kołczaka wszedł w skład Rządu Rosyjskiego jako ponownie minister finansów. Zerwał współpracę z eserowcami, za to nawiązał kontakty z białymi generałami, jak gen. Aleksiej Griszyn-Ałmazow, czy gen. Aleksandr I. Angorski. W odpowiedzi eserowcy kilka razy bezskutecznie organizowali zamachy na niego. Poza tym był oskarżany o intrygi w rządzie i skrajne karierowiczostwo. Pod koniec 1918 r. został profesorem katedry spółdzielczej i polityki ekonomicznej politechniki w Omsku. Był autorem reformy gospodarczej, której jednym z głównych działań była wymiana pieniędzy i naprawa banków. W sierpniu 1919 r. został zwolniony ze stanowiska. Podczas przewrotu antykołczakowskiego pod koniec stycznia 1920 r. został aresztowany przez żołnierzy Legionu Czechosłowackiego, ale wkrótce został wypuszczony.
Wyjechał do Chin, gdzie zamieszkał w Harbinie. Od jesieni 1920 r. prowadził odczyty o ekonomice państwa Dalekiego Wschodu. Od listopada 1921 r. do października 1924 r. kierował biurem ekonomicznym w dyrekcji Kolei Wschodniochińskiej. Po zwolnieniu z pracy został na prośbę władz sowieckich aresztowany na krótko przez Chińczyków. Od pocz. lat 30. współpracował aktywnie z japońską misją wojskową w Mandżurii. Nawiązał bliskie kontakty z przewodniczącym Rosyjskiej Partii Faszystowskiej Konstantinem W. Rodzajewskim. Jednocześnie redagował projapońskie, antychińskie i antybolszewickie pismo "Харбинское время ". Po ataku Armii Czerwonej na wojska japońskie w Chinach w sierpniu 1945 r., został aresztowany przez funkcjonariuszy SMIERSZa. Po procesie skazano go na karę śmierci, wykonaną przez rozstrzelanie 30 sierpnia 1946 r.